# Dave Polsky
David „Dave“ Polsky ist ein US-amerikanischer Fernsehproduzent und Erfinder der Zeichentrickserie Maggie.

## Leben
Polsky wuchs in Pittsburgh, Pennsylvania auf und studierte dort an der University of Pennsylvania. Nach seinem Studium zog er nach New York, begann eine Karriere beim Investment Banking und war dann Sozialarbeiter. Danach zog er mit seiner Frau nach Maine und arbeitete in der Fernsehbranche, unter anderem auch an Fernsehproduktionen wie South Park und Scary Movie. 2005 erdachte Polsky die Zeichentrickserie Maggie, die bis 2006 im Disney Channel lief. Seit 2011 gehört er zu den Drehbuchautoren der Animationsserie My Little Pony – Freundschaft ist Magie.
Derzeit lebt Polsky mit seiner Frau und seinen Kindern in Los Angeles, Kalifornien.

## Filmografie (Auswahl)
- 2001: Scary Movie 2
- 2005–2006: Maggie (The Buzz on Maggie, Fernsehserie, 21 Episoden)
- 2010–2011: Pair of Kings – Die Königsbrüder (Pair of Kings, Fernsehserie, 2 Episoden)
- seit 2011: My Little Pony – Freundschaft ist Magie (My Little Pony: Friendship is Magic, Fernsehserie)
- 2015: Schnappt Blake